# Chiesa di San Giovanni Decollato (Avezzano)
La chiesa di San Giovanni Decollato è un luogo di culto cattolico di Avezzano, situato accanto al castello Orsini-Colonna tra i quartieri di San Nicola e Via Napoli. In origine la chiesa, edificata intorno alla metà del XIV secolo, era dedicata a san Francesco. Gravemente danneggiata dal terremoto del 1915 è stata ricostruita nello stesso luogo, al contrario di tutti gli altri edifici di culto della città.

## Storia

La chiesa distrutta dal sisma del 1915

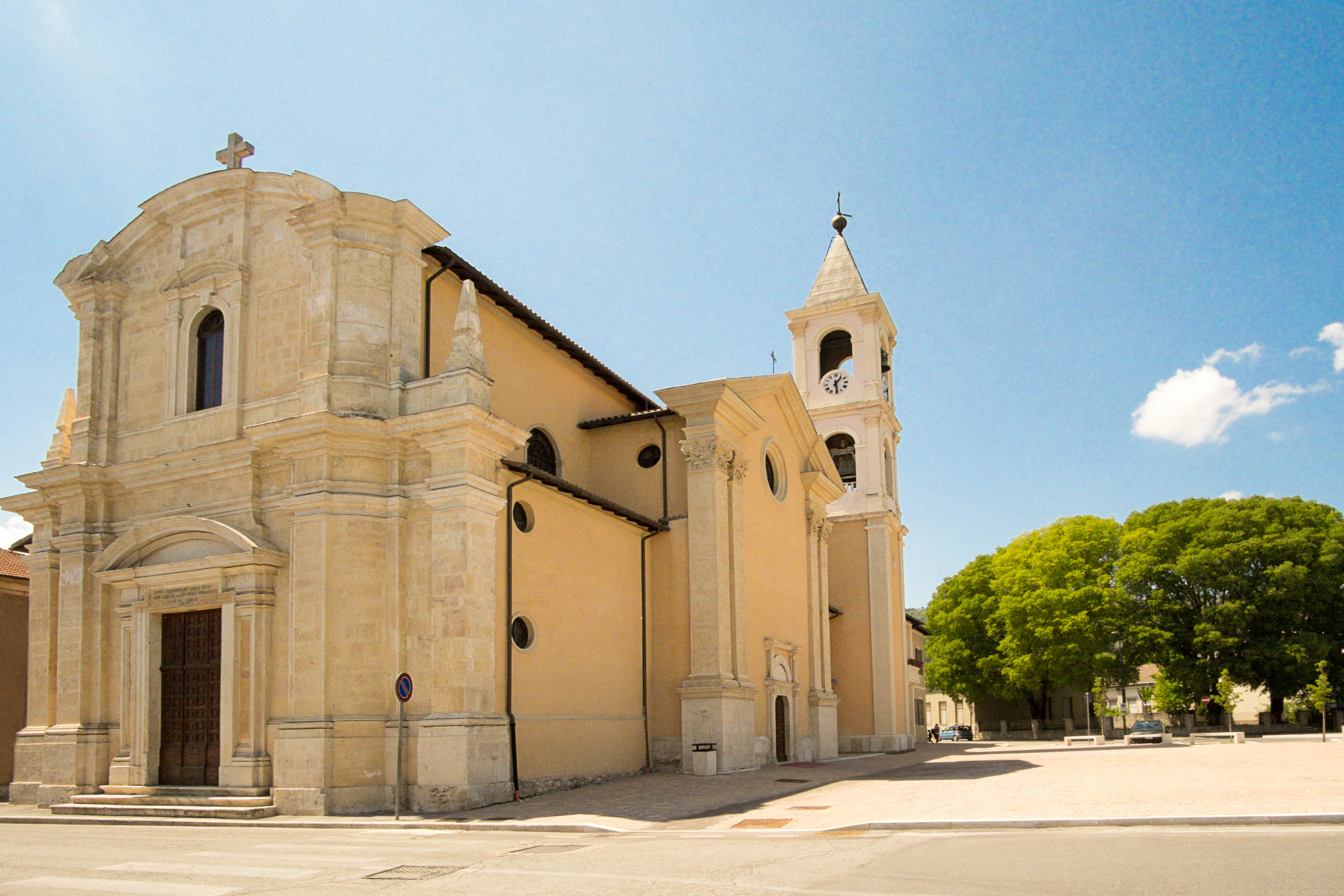
La chiesa ricostruita

Originariamente dedicata a san Francesco d'Assisi l'edificio sacro ero situato nel nucleo storico di Avezzano. La costruzione della chiesa, voluta dagli Orsini, viene fatta risalire alla prima metà del XIV secolo. Alcuni elementi trecenteschi sono tornati alla luce solo dopo il distruttivo terremoto della Marsica del 1915, permettendo di attribuire l'edificazione dell'edificio alla prima metà del XIV secolo. Gli elementi dell'originaria chiesa medievale sono andati persi nel corso del tempo, a causa di ampliamenti strutturali e modifiche architettoniche volute dai Colonna che si sono succedute, in particolare durante e dopo il XVIII secolo. Risale alla prima metà del Settecento la facciata in pietra, opera di Vincenzo Porreca, che ha resistito al terremoto del 1915, mentre la cupola crollò completamente.

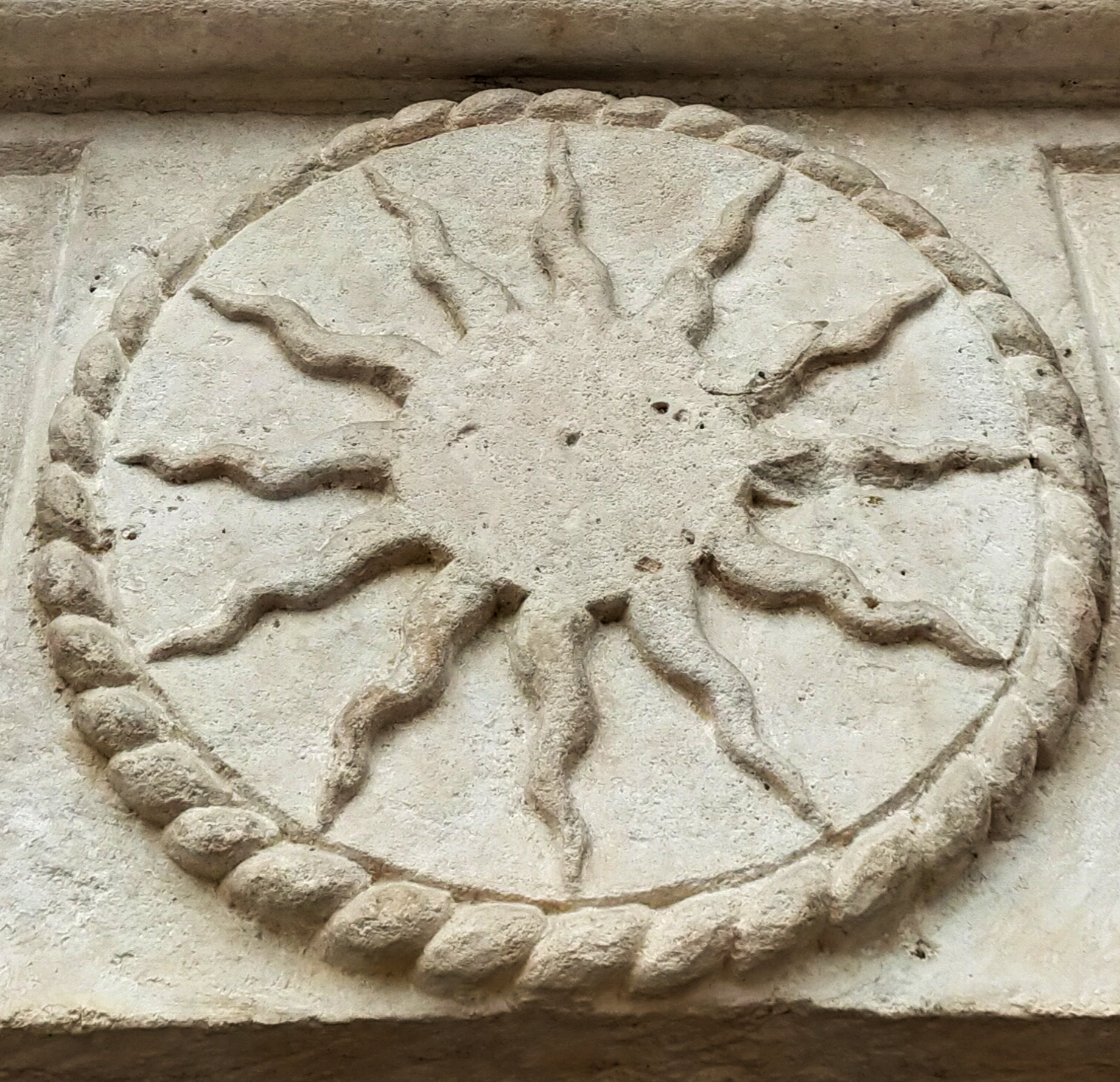
Simbolo di san Bernardino

Nel 1811 i locali contigui del convento, soppresso definitivamente in seguito alla proclamazione del Regno d'Italia del 1861, ospitarono per un periodo limitato gli uffici della cancelleria di Avezzano che venne istituita in quello stesso anno. In seguito gli stessi locali vennero adibiti a caserma dei carabinieri, a sede dei bersaglieri, infine a distaccamento del reggimento di fanteria.
Nella seconda metà del XIX secolo in alcune stanze dell'ex convento furono collocati i reperti archeologici del museo lapidario marsicano istituito e ufficialmente inaugurato nel 1888 e successivamente al sisma del 1915 trasferito nei sotterranei del nuovo palazzo municipale.
La chiesa fu elevata a parrocchia nel 1913 dal vescovo dei Marsi, Pio Marcello Bagnoli, con il titolo di "San Giovanni Decollato in San Francesco". La struttura ospitava i padri dell'ordine dei frati minori conventuali e, in un'altra area dell'edificio, la casa dei confratelli della congregazione; l'oratorio era già intitolato a san Giovanni Decollato.
Ricostruzione e recupero della parti originarie avviate dopo il sisma del 1915, su progetto dell'ingegnere Loreto Orlandi, furono ultimate negli anni trenta. Alla facciata laterale fu aggiunto il portale cinquecentesco, con l'architrave impreziosito dal simbolo di san Bernardino da Siena,  proveniente dalla distrutta chiesa di Santa Maria in Vico situata nei pressi del vecchio cimitero, a sud della città. La chiesa ricostituita è stata intitolata a san Giovanni Decollato, mentre la strada principale del quartiere di San Nicola, dal nome dell'omonima chiesa scomparsa restò intitolata a san Francesco. L'edificio fu danneggiato nel corso dei bombardamenti di Avezzano della seconda guerra mondiale.
La chiesa ospita la confraternita più antica di Avezzano, costituita nel 1490 con il nome di "Confraternita della Misericordia di San Giovanni Decollato" e riconosciuta ufficialmente con la bolla di Papa Innocenzo VIII.

## Descrizione

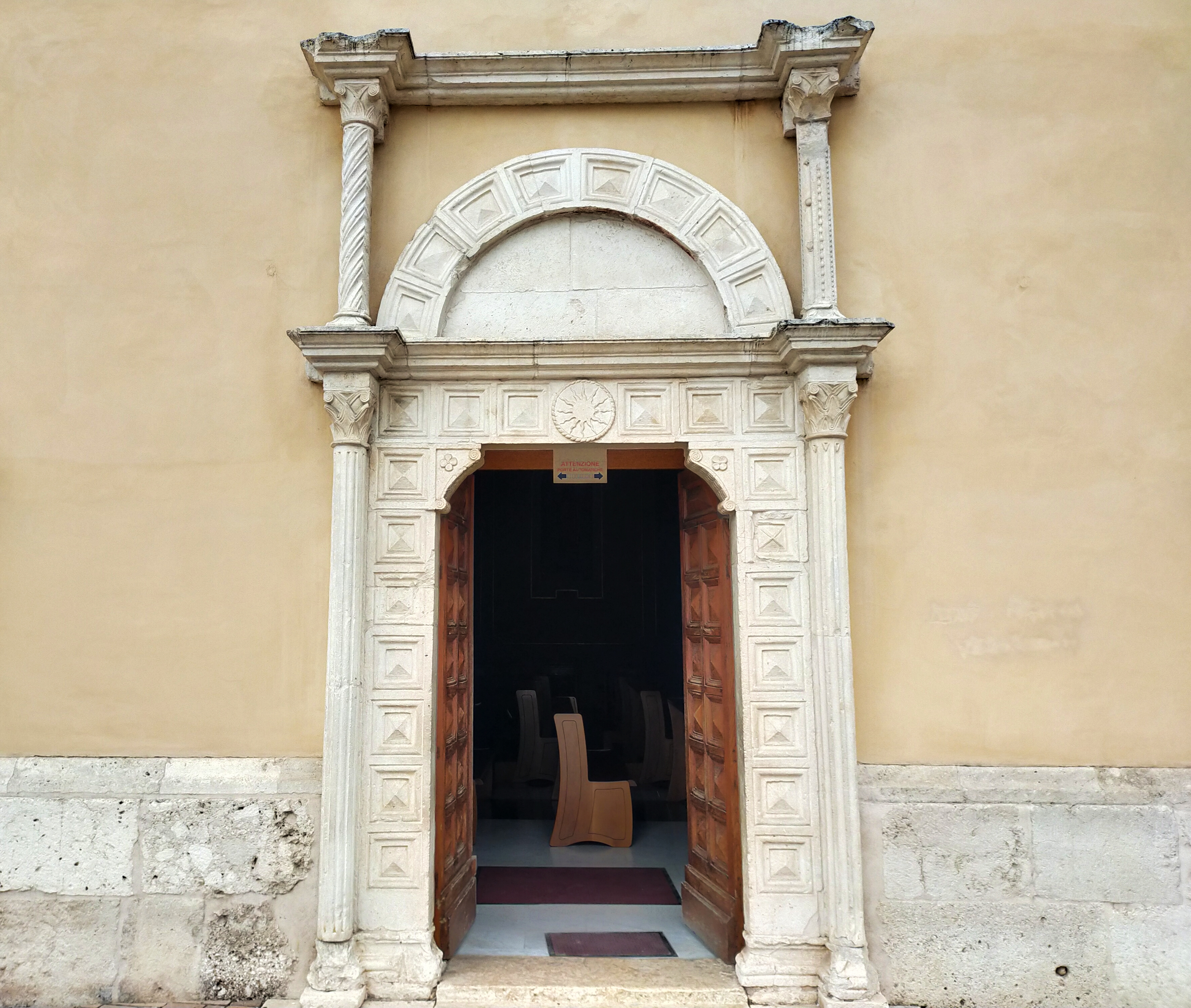
Portale di Santa Maria in Vico sulla facciata della chiesa di San Giovanni

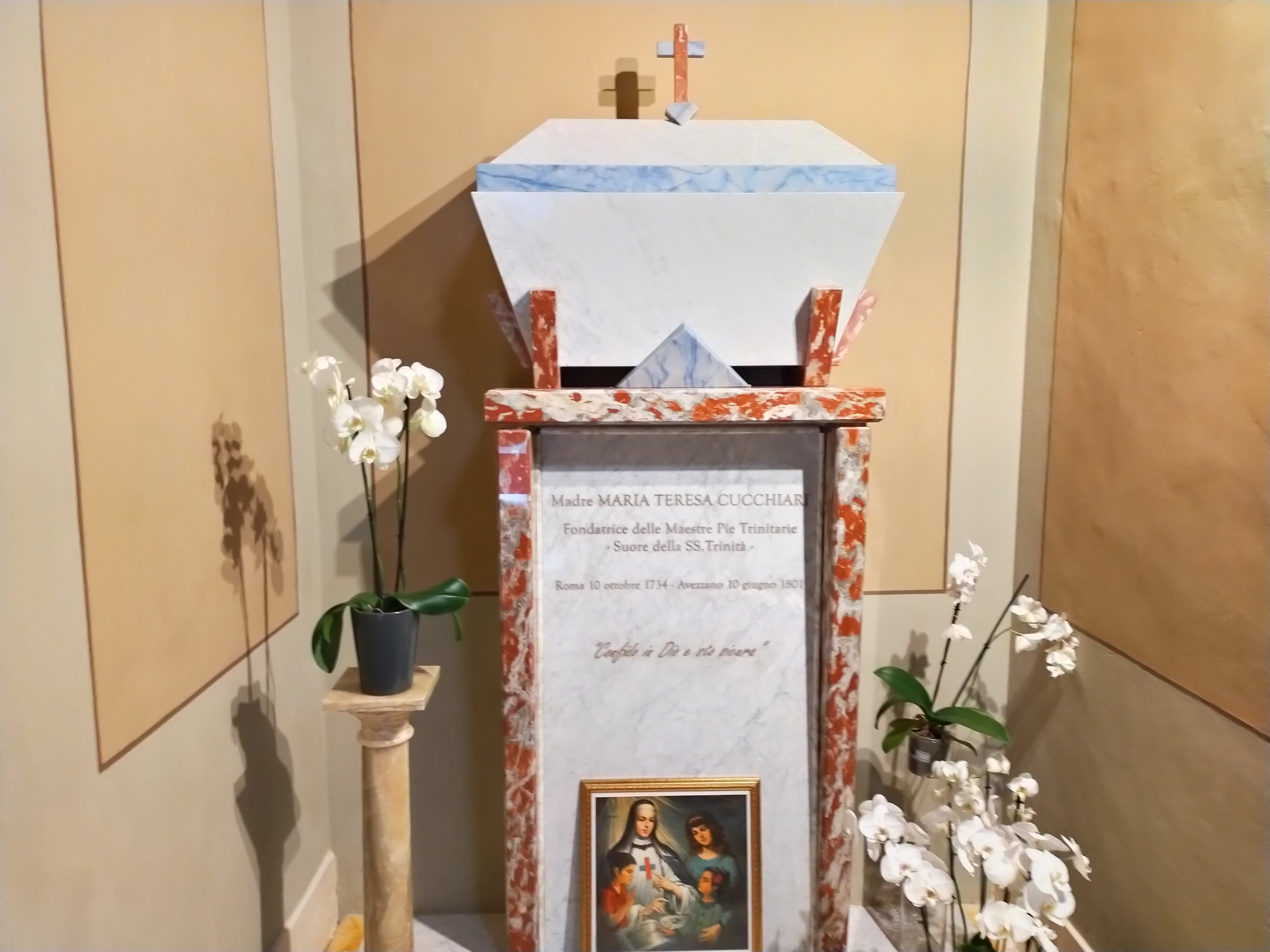
Altare dedicato a madre Maria Teresa Cucchiari

La struttura originaria era caratterizzata dallo stile gotico francescano. La pianta, a croce latina, presentava, prima del sisma e a seguito dei vari aggiornamenti stilistici subiti dall'edificio nel corso dei secoli, un'ampia cupola che dopo il 1915 non venne ricostruita. Sull'altare maggiore era posto il coro in legno del 1847 andato perso con il sisma; nei pressi dell'altare erano altresì collocate alcune sepolture. Ai lati della chiesa si trovavano le cappelle gentilizie di antiche famiglie avezzanesi. La parte di un affresco raffigurante la Madonna col Bambino, presumibilmente risalente al Quattrocento e raffigurante un angelo, è riemerso in seguito a dei lavori di ristrutturazione degli ambienti interni. 
La chiesa contemporanea, a navata unica, è caratterizzata da una mescolanza di stili architettonici. Tuttavia, se si eccettua il portale laterale in pietra in stile rinascimentale di Santa Maria in Vico, essa si presenta all'interno, piuttosto uniformemente, in stile tardobarocco. Sulla facciata del campanile che affaccia sulla piazza laterale della chiesa, al di sotto della cella campanaria, è collocato uno stemma che raffigura un calice, probabilmente risalente al XVII secolo. La torre campanaria, a base quadrata con copertura a cuspide piramidale, è posta in posizione laterale ed è leggermente arretrata rispetto alla chiesa.
La grande pala d'altare, posta nell'abside e raffigurante il battesimo di Cristo, è stata realizzata da Oreste Amiconi nel 1921 e restaurata dallo stesso artista nel 1949, dopo i danni subiti a causa dei bombardamenti alleati del 1944. 
Il pulpito marmoreo di forma poligonale è impreziosito nelle sue facce da bassorilievi, realizzati da Pino Conti, raffiguranti le scene di vita di Gesù. 
Nel 2012 in occasione del restauro della chiesa è tornata in evidenza l'iscrizione posta sul frontone della facciata principale, recante la frase latina dell'antico testamento "Quam terribilis est locus iste" (Genesi, 28; 17. Trad.: "Questo luogo incute rispetto"). 
La piazza antistante è dedicata a don Giovanni Valente.
Dal 2021 un altare, posto immediatamente a sinistra rispetto all'ingresso principale e dedicato a madre Maria Teresa Cucchiari, ospita l'urna funeraria con le spoglie della Serva di Dio, fondatrice nel XVIII secolo dell'istituto religioso femminile delle Suore Trinitarie e che fu molto attiva in città e nella Marsica.